# St. Heinrich (Paderborn)
St. Heinrich ist die Pfarrkirche der katholischen Kirchengemeinde St. Heinrich in Paderborn. Die Gemeinde St. Heinrich bildet mit St. Bonifatius und St. Stephanus, St. Laurentius, St. Georg und Herz Jesu den Pastoralverbund Paderborn Nord-Ost-West im Dekanat Paderborn des Erzbistums Paderborn.

## Geschichte
Die Kirche St. Heinrich wurde 1954 und 1955 nach Plänen von Josef Lucas erbaut und am 19. November 1956 geweiht.

## Glocken
Die Kirche besitzt ein sechsstimmiges Geläut:
| Nr. | Name            | Nominal | Gewicht  | Durchmesser | Gussjahr | Gießer               |
| --- | --------------- | ------- | -------- | ----------- | -------- | -------------------- |
| I   | Christusglocke  | gis°-3  | 5.570 kg | 2.050 mm    | 2004     | Bachert/Karlsruhe    |
| II  | Heinrichsglocke | h°-1    | 3.123 kg | 1.697 mm    | 2004     | Bachert/Karlsruhe    |
| III | Marienglocke    | dis′-3  | 2.015 kg | 1.420 mm    | 2004     | Bachert/Karlsruhe    |
| IV  | Josefsglocke    | fis′-1  | 1.305 kg | 1.207 mm    | 2004     | Bachert/Karlsruhe    |
| V   | ?               | a″-2    | ~62 kg   | 456 mm      | 1946     | Albert Junker/Brilon |
| VI  | ?               | h″-2    | ~40 kg   | 411 mm      | 1946     | Albert Junker/Brilon |

Die beiden Glocken V und VI bildeten zusammen mit einer Glocke in fis″ ab 1946 ein Notgeläut im zerstörten Dom. Als der Dom 1951 sein Gussstahlgeläut bekam, gelangten die Glocken a″ und h″ nach St. Heinrich und bildeten bis zum Guss der großen Glocken über 50 Jahre das einzige Geläut der Kirche.

## Kirchengemeinde
Die Pfarrgemeinde wurde am 1. Dezember 1955 gegründet, um die Domgemeinde zu entlasten. Sie zählte damals rund 3700 Katholiken. Mit der Gründung der Pfarrei St. Stephanus 1975 wurde ein Teil der Pfarrei St. Heinrich mit rund 400 Katholiken an diese neue Gemeinde abgepfarrt.
Das Leben in der Gemeinde St. Heinrich wird von den Messdienern und dem Kirchenchor gestaltet, von der Kolpingfamilie und der Kolpingjugend, von der kfd, vom Familienliturgiekreis, vom Arbeitskreis Familie, von den Sonntagskindern, von der Caritas, von Senioren, von den Leitern des Pfingstzeltlagers sowie von den Gremien Pfarrgemeinderat und Kirchenvorstand St. Heinrich.
Bisher versahen drei Pfarrer in St. Heinrich ihren Dienst: Pfarrer Helms, Pfarrer Brinkmann und Pfarrer Belke. Heute ist Pfarrer Thomas Stolz als Leiter des Pastoralverbundes Paderborn Nord-Ost-West mit dem Pastoralteam für alle fünf Pfarreien im Verbund verantwortlich.
Seit einigen Jahren besteht zur Förderung der Gemeinde der Verein der Freunde der Heinrichskirche Paderborn, der die Kirchengemeinde bei der Erhaltung und Pflege der Gebäude finanziell unterstützen soll.